# Sheikh Zuweid
Sheikh Zuweid (arabe : الشيخ زويد) est une ville bédouine dans le gouvernorat égyptien du Sinaï Nord, près de la frontière de la bande de Gaza. Elle se situe entre les villes de El-Arich et de Rafah.

## Histoire
Des fragments de mosaïque chrétienne furent découverts à Sheikh Zuweid en 1913. Ils se trouvent actuellement au musée d'Ismaïlia.
La ville est nommée en honneur de Sheikh Zuweid, un commandant de l'armée islamique des Rachidoune lors de la conquête musulmane d'Égypte. Il est mort dans cette ville en 640.